# Saint-Sulpice-le-Guérétois
Pour les articles homonymes, voir Saint-Sulpice.
Saint-Sulpice-le-Guérétois est une commune française située dans le département de la Creuse, en région Nouvelle-Aquitaine.

## Géographie

### Généralités

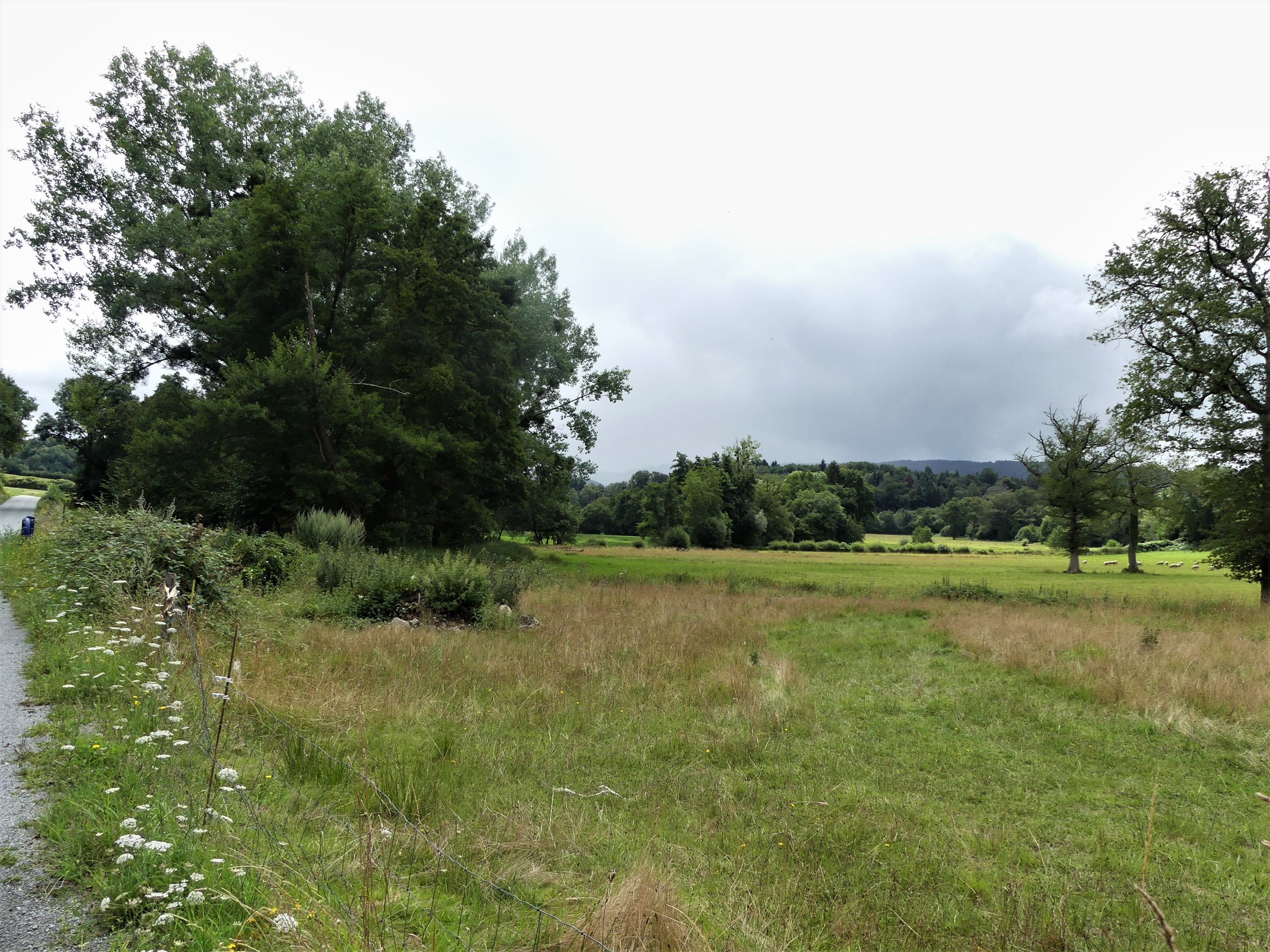
La vallée de la Naute à Saint-Sulpice-le-Guérétois, en limite de Guéret (à gauche).

Dans le quart nord-ouest du département de la Creuse, la commune de Saint-Sulpice-le-Guérétois s'étend sur 36,18 km2. Elle est bordée à l'est sur environ cinq kilomètres et demi par la Naute, un affluent de la Creuse, qui sépare le territoire communal de ceux de Guéret puis de Saint-Fiel. Au nord-ouest, la Siauve — un autre petit affluent de la Creuse — borde sur 600 mètres la commune, la séparant de Bussière-Dunoise et d'Anzême.
L'altitude minimale avec 347 mètres se trouve localisée à l'extrême est, au nord-est du lieu-dit Clavière, là où la Naute quitte le territoire communal et entre sur celui de Saint-Fiel. L'altitude maximale avec 609 mètres est située au sud-est, en forêt de Chabrières, en limite de la commune de Saint-Léger-le-Guérétois, à l'est du lieu-dit les Pierres Civières.
À l'intersection des routes départementales (RD) 47 et 63, le bourg de Saint-Sulpice-le-Guérétois est situé, en distances orthodromiques, quatre kilomètres et demi au nord-ouest du centre-ville de Guéret, la préfecture.
Le territoire communal est également desservi par les RD 33, 48, 75 et 914. La principale voie d'accès routière qui traverse la commune d'ouest en est est la route nationale 145 (2 x 2 voies), axe Guéret-Montluçon) par l'échangeur no 49 qui donne sur les RD 47, 100 et 942, ainsi que sur l'« aire de service des Monts de Guéret ».
Le sud de la commune est traversé par la ligne ferroviaire Montluçon - Saint-Sulpice-Laurière, dont la gare la plus proche est celle de Guéret.
La commune est, en dehors du bourg, éclatée en plusieurs hameaux parmi lesquels : la Bussière, Claverolles, les Coussières, le Mouchetard et Theix. Aujourd'hui, le bourg s'est transformé en une cité dortoir de la ville proche de Guéret. Il est situé en pleine campagne creusoise, comprenant ainsi de nombreux champs, exploitations agricoles, forêts et vallées offrant à ses habitants un calme très profitable.
La RD 47 qui traverse le bourg a été entièrement refaite ainsi que les trottoirs et les passages piétons en 2011, depuis le cimetière jusqu'au gymnase municipal.

### Communes limitrophes
Saint-Sulpice-le-Guérétois est limitrophe de sept autres communes.
| Bussière-Dunoise | Anzême                     | Saint-Fiel |
| Saint-Vaury      | Saint-Sulpice-le-Guérétois |            |
| La Brionne       | Saint-Léger-le-Guérétois   | Guéret     |

### Climat
Pour des articles plus généraux, voir Climat de la Nouvelle-Aquitaine et Climat de la Creuse.
En 2010, le climat de la commune est de type climat océanique dégradé des plaines du Centre et du Nord, selon une étude s'appuyant sur une série de données couvrant la période 1971-2000. En 2020, Météo-France publie une typologie des climats de la France métropolitaine dans laquelle la commune est exposée à un climat de montagne ou de marges de montagne et est dans la région climatique  Ouest et nord-ouest du Massif Central, caractérisée par une pluviométrie annuelle de 900 à 1 500 mm, maximale en automne et en hiver.
Pour la période 1971-2000, la température annuelle moyenne est de 10,7 °C, avec  une amplitude thermique annuelle de 14,9 °C. Le cumul annuel moyen de précipitations est de 1 021 mm, avec 12,8 jours de précipitations en janvier et 8,2 jours en juillet. Pour la période 1991-2020, la température moyenne annuelle observée sur la station météorologique la plus proche, située sur la commune de Guéret à 5 km à vol d'oiseau, est de 11,3 °C et le cumul annuel moyen de précipitations est de 1 103,0 mm. Pour l'avenir, les paramètres climatiques de la commune estimés pour 2050 selon différents scénarios d’émission de gaz à effet de serre sont consultables sur un site dédié publié par Météo-France en novembre 2022.

### Milieux naturels et biodiversité

#### Espaces protégés
La protection réglementaire est le mode d’intervention le plus fort pour préserver des espaces naturels remarquables et leur biodiversité associée,.
Il existe une aire protégée, « marais du Chancelier », sur le territoire communal, gérée par le conservatoire d'espaces naturels Nouvelle-Aquitaine.

#### Réseau Natura 2000
Le réseau Natura 2000 est un réseau écologique européen de sites naturels d'intérêt écologique élaboré à partir des directives habitats et oiseaux, constitué de zones spéciales de conservation (ZSC) et de zones de protection spéciale (ZPS).
Aucun site Natura 2000 n'a été défini sur la commune.

#### Zones naturelles d'intérêt écologique, faunistique et floristique

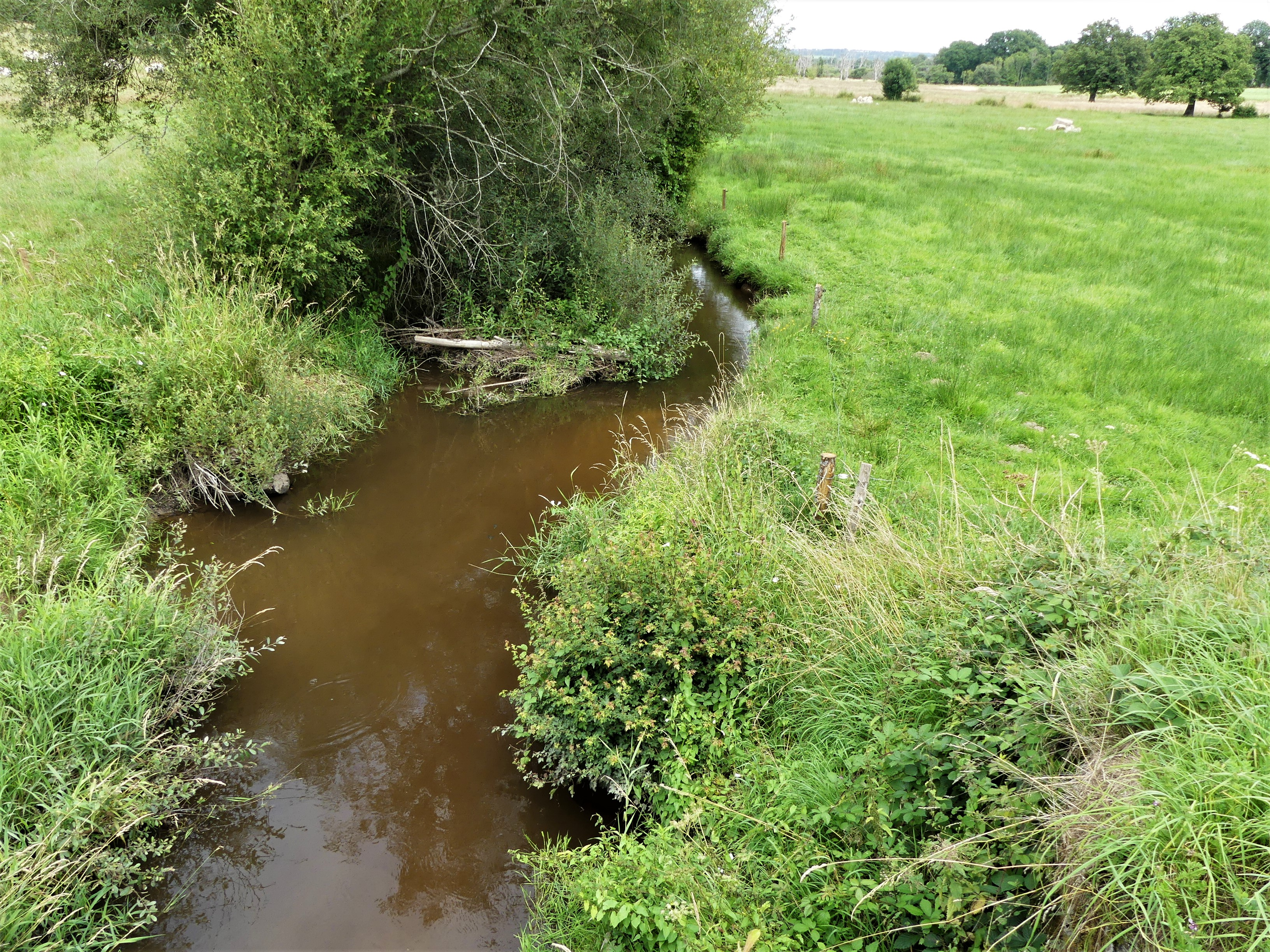
Faisant partie de la ZNIEFF « Marais du Chancelier », la Naute au pont de la RD 33, près de Clavière, marque la limite entre Saint-Sulpice-le-Guérétois (à gauche) et Saint-Fiel.

L'inventaire des zones naturelles d'intérêt écologique, faunistique et floristique (ZNIEFF) a pour objectif de réaliser une couverture des zones les plus intéressantes sur le plan écologique, essentiellement dans la perspective d’améliorer la connaissance du patrimoine naturel national et de fournir aux différents décideurs un outil d’aide à la prise en compte de l’environnement dans l’aménagement du territoire.
En 2023, deux ZNIEFF sont recensées sur la commune d’après l'INPN.
La ZNIEFF de type 1 « Marais du Chancelier » s'étend sur 49,98 hectares, en majeure partie sur la commune de Saint-Fiel mais également sur environ sept hectares dans le nord-est de la commune, en deux endroits, le long de la Naute (à l'est de Clavière) et de son affluent le ruisseau de la Barde (à l'est de Clavérolles),.
La ZNIEFF de type 2 « Forêt de Chabrières » s'étend sur 1 452,5 hectares, sur le territoire de six communes,, dont environ 70 hectares sont situés dans le sud-est du territoire communal, au sud de la route départementale 942.

## Urbanisme

### Typologie
Au 1er janvier 2024, Saint-Sulpice-le-Guérétois est catégorisée commune rurale à habitat dispersé, selon la nouvelle grille communale de densité à 7 niveaux définie par l'Insee en 2022.
Elle est située hors unité urbaine. Par ailleurs la commune fait partie de l'aire d'attraction de Guéret, dont elle est une commune de la couronne,. Cette aire, qui regroupe 72 communes, est catégorisée dans les aires de moins de 50 000 habitants,.

### Occupation des sols
L'occupation des sols de la commune, telle qu'elle ressort de la base de données européenne d’occupation biophysique des sols Corine Land Cover (CLC), est marquée par l'importance des territoires agricoles (66,6 % en 2018), une proportion sensiblement équivalente à celle de 1990 (66,2 %). La répartition détaillée en 2018 est la suivante : 
prairies (34,7 %), zones agricoles hétérogènes (32 %), forêts (28,1 %), zones urbanisées (3,5 %), zones industrielles ou commerciales et réseaux de communication (0,9 %), milieux à végétation arbustive et/ou herbacée (0,9 %). L'évolution de l’occupation des sols de la commune et de ses infrastructures peut être observée sur les différentes représentations cartographiques du territoire : la carte de Cassini (XVIIIe siècle), la carte d'état-major (1820-1866) et les cartes ou photos aériennes de l'IGN pour la période actuelle (1950 à aujourd'hui).

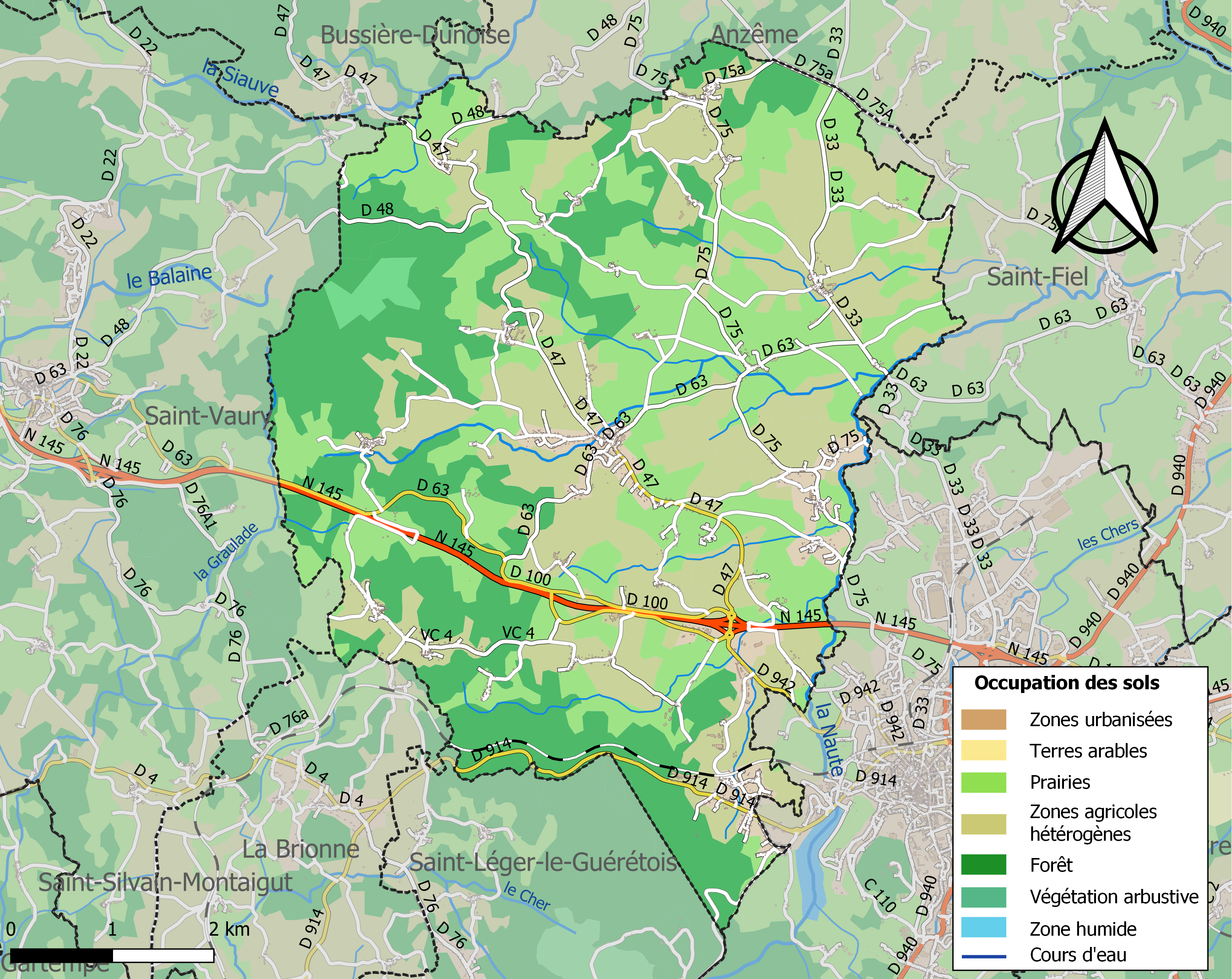
Carte des infrastructures et de l'occupation des sols de la commune en 2018 (CLC).

### Transports en commun
- Réseau TransCreuse

### Risques majeurs
Le territoire de la commune de Saint-Sulpice-le-Guérétois est vulnérable à différents aléas naturels : météorologiques (tempête, orage, neige, grand froid, canicule ou sécheresse) et séisme (sismicité faible). Il est également exposé à un risque technologique, le transport de matières dangereuses, et à un risque particulier : le risque de radon. Un site publié par le BRGM permet d'évaluer simplement et rapidement les risques d'un bien localisé soit par son adresse soit par le numéro de sa parcelle.

#### Risques naturels

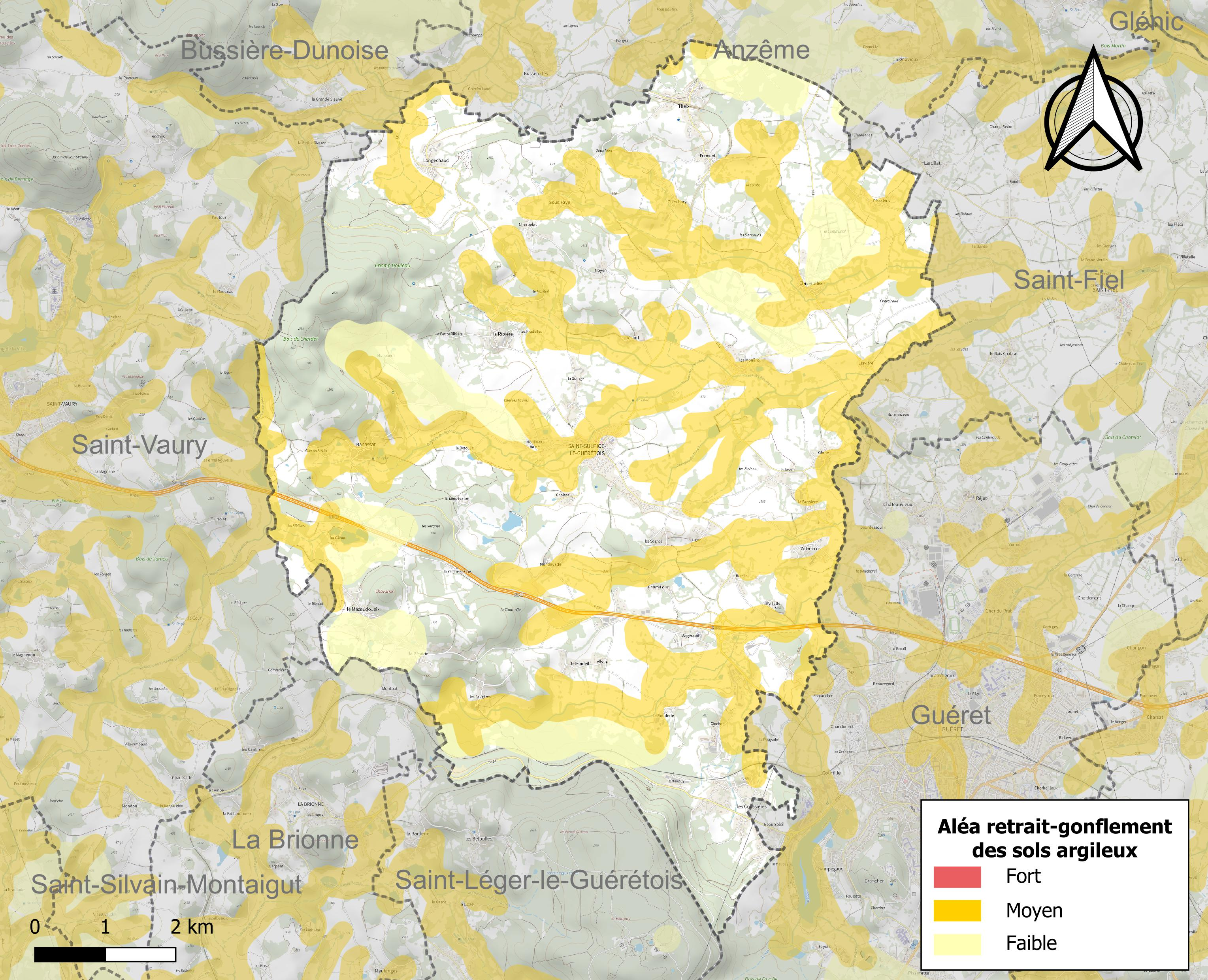
Carte des zones d'aléa retrait-gonflement des sols argileux de Saint-Sulpice-le-Guérétois.

Le retrait-gonflement des sols argileux est susceptible d'engendrer des dommages importants aux bâtiments en cas d’alternance de périodes de sécheresse et de pluie. 35,8 % de la superficie communale est en aléa moyen ou fort (33,6 % au niveau départemental et 48,5 % au niveau national). Sur les 1 021 bâtiments dénombrés sur la commune en 2019, 326 sont en aléa moyen ou fort, soit 32 %, à comparer aux 25 % au niveau départemental et 54 % au niveau national. Une cartographie de l'exposition du territoire national au retrait gonflement des sols argileux est disponible sur le site du BRGM,.
Par ailleurs, afin de mieux appréhender le risque d’affaissement de terrain, l'inventaire national des cavités souterraines permet de localiser celles situées sur la commune.
La commune a été reconnue en état de catastrophe naturelle au titre des dommages causés par les inondations et coulées de boue survenues en 1982 et 1999. Concernant les mouvements de terrains, la commune a été reconnue en état de catastrophe naturelle au titre des dommages causés par la sécheresse en 2018 et 2019 et par des mouvements de terrain en 1999.

#### Risques technologiques
Le risque de transport de matières dangereuses sur la commune est lié à sa traversée par une ou des infrastructures routières ou ferroviaires importantes ou la présence d'une canalisation de transport d'hydrocarbures. Un accident se produisant sur de telles infrastructures est susceptible d’avoir des effets graves sur les biens, les personnes ou l'environnement, selon la nature du matériau transporté. Des dispositions d’urbanisme peuvent être préconisées en conséquence.

#### Risque particulier
Dans plusieurs parties du territoire national, le radon, accumulé dans certains logements ou autres locaux, peut constituer une source significative d’exposition de la population aux rayonnements ionisants. Certaines communes du département sont concernées par le risque radon à un niveau plus ou moins élevé. Selon la classification de 2018, la commune de Saint-Sulpice-le-Guérétois est classée en zone 3, à savoir zone à potentiel radon significatif.

## Toponymie
Le nom de la commune se réfère à saint Sulpice, archevêque de Bourges au VIIe siècle. La seconde partie du nom de la commune marque la proximité de la ville de Guéret, dont elle est une commune limitrophe.

## Histoire
Créée aux débuts de la Révolution française, la commune de Saint-Sulpice-le-Guérétois s'est d'abord appelée Saint Sulpice, même si le complément « le Guerétois » figurait déjà précédemment sur la carte de Cassini concernant la France entre 1756 et 1789.

## Politique et administration

### Liste des maires
| Période                                  | Période        | Identité                         | Étiquette    | Qualité                                                         |
| ---------------------------------------- | -------------- | -------------------------------- | ------------ | --------------------------------------------------------------- |
| Les données manquantes sont à compléter. |                |                                  |              |                                                                 |
| floréal an VIII                          | an XIII        | Silvain Dubois                   |              |                                                                 |
| an XIII                                  | 1807           | Jacques Moreau                   |              |                                                                 |
| 1807                                     | 1808           | Jean Lecante                     |              |                                                                 |
| 1808                                     | avril 1822     | Jacques Moreau                   |              |                                                                 |
| avril 1822                               | août 1827      | Étienne Saudon                   |              |                                                                 |
| août 1827                                | avril 1844     | Léonard Fauvet                   |              |                                                                 |
| avril 1844                               | 1848           | Paul de Fournoüe de Montalembert |              |                                                                 |
| 1848                                     | mars 1857      | Antoine Giry                     |              |                                                                 |
| mars 1857                                | mai 1862       | Silvain Périchon                 |              |                                                                 |
| mai 1862                                 | mai 1871       | Pierre De Cessac                 |              |                                                                 |
| mai 1871                                 | février 1874   | Pierre Badouaille                |              |                                                                 |
| février 1874                             | mai 1876       | Jean Laurent                     |              |                                                                 |
| mai 1876                                 | juin 1881      | Pierre Badouaille                |              |                                                                 |
| juin 1881                                | mai 1888       | Pierre Petit                     |              |                                                                 |
| mai 1888                                 | mai 1892       | François Villard                 |              |                                                                 |
| mai 1892                                 | octobre 1906   | René Javayon                     |              |                                                                 |
| octobre 1906                             | mai 1925       | Jean Petit                       |              |                                                                 |
| mai 1925                                 | mai 1935       | Émile Colombéron                 |              |                                                                 |
| mai 1935                                 | juillet 1940   | Ernest Javayon                   |              |                                                                 |
| juillet 1940                             | septembre 1944 | Henri Bélugeon                   |              |                                                                 |
| septembre 1944                           | mai 1945       | Paul Laurent                     |              |                                                                 |
| mai 1945                                 | mars 1959      | Marcel Tixier                    |              |                                                                 |
| mars 1959                                |                | Jean Jardy                       |              |                                                                 |
|                                          |                |                                  |              |                                                                 |
|                                          | juin 1995      | André Bourliaud                  | Apparenté PS | Agriculteur                                                     |
| juin 1995                                | mai 2020       | Claude Guerrier                  | PCF          | Professeur retraité Conseiller régional du Limousin (2004-2010) |
| mai 2020                                 | En cours       | Éric Bodeau                      | PS           | Infirmier libéral                                               |

### Jumelages

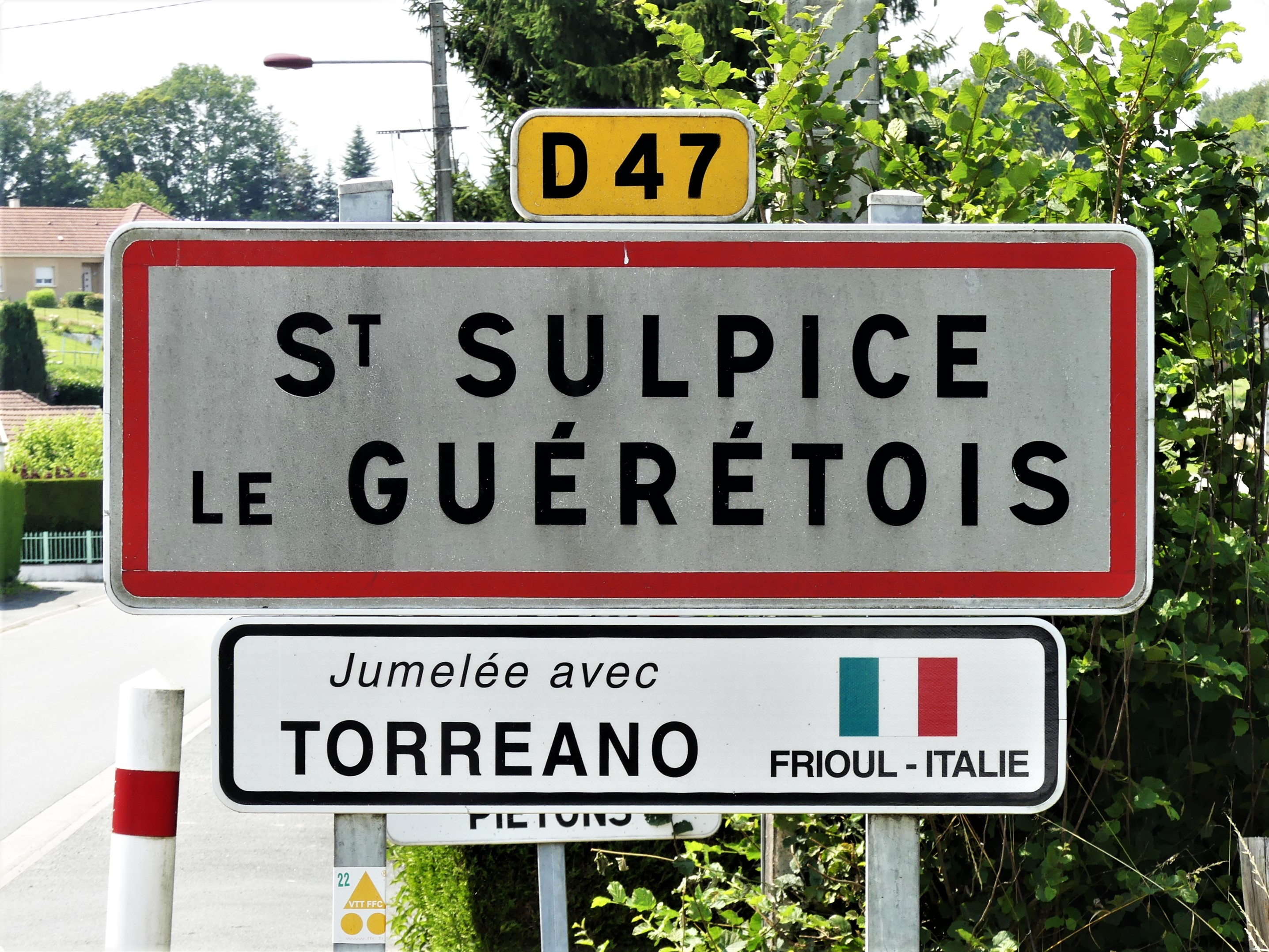
Panneau de jumelage.

Saint-Sulpice-le-Guérétois est jumelée avec la commune italienne de Torreano. Elle possède d'ailleurs un comité de jumelage qui organise divers évènements.

## Population et société

### Démographie
L'évolution du nombre d'habitants est connue à travers les recensements de la population effectués dans la commune depuis 1793. Pour les communes de moins de 10 000 habitants, une enquête de recensement portant sur toute la population est réalisée tous les cinq ans, les populations de référence des années intermédiaires étant quant à elles estimées par interpolation ou extrapolation. Pour la commune, le premier recensement exhaustif entrant dans le cadre du nouveau dispositif a été réalisé en 2007.

En 2022, la commune comptait 1 901 habitants, en évolution de −3,45 % par rapport à 2016 (Creuse : −3,32 %, France hors Mayotte : +2,11 %).
| 1793  | 1800  | 1806  | 1821  | 1831  | 1836  | 1841  | 1846  | 1851  |
| ----- | ----- | ----- | ----- | ----- | ----- | ----- | ----- | ----- |
| 1 550 | 1 397 | 1 504 | 1 662 | 1 750 | 1 705 | 1 877 | 2 036 | 2 044 |

| 1856  | 1861  | 1866  | 1872  | 1876  | 1881  | 1886  | 1891  | 1896  |
| ----- | ----- | ----- | ----- | ----- | ----- | ----- | ----- | ----- |
| 1 942 | 1 745 | 1 795 | 1 855 | 1 903 | 1 935 | 2 020 | 2 024 | 2 036 |

| 1901  | 1906  | 1911  | 1921  | 1926  | 1931  | 1936  | 1946  | 1954  |
| ----- | ----- | ----- | ----- | ----- | ----- | ----- | ----- | ----- |
| 2 018 | 1 878 | 1 844 | 1 624 | 1 561 | 1 456 | 1 466 | 1 434 | 1 435 |

| 1962  | 1968  | 1975  | 1982  | 1990  | 1999  | 2006  | 2007  | 2012  |
| ----- | ----- | ----- | ----- | ----- | ----- | ----- | ----- | ----- |
| 1 314 | 1 320 | 1 239 | 1 738 | 1 879 | 1 843 | 1 986 | 1 998 | 1 984 |

| 2017  | 2022  | - | - | - | - | - | - | - |
| ----- | ----- | - | - | - | - | - | - | - |
| 1 949 | 1 901 | - | - | - | - | - | - | - |

### Sports et loisirs
- Stade municipal gratuit comprenant deux terrains de football, des paniers de basket-ball et un terrain de pétanque. Il est régulièrement utilisé le dimanche par l'équipe de football.
- Un gymnase a été aménagé dans un ancien entrepôt non loin du stade.
- Un City-stade avec paniers de basket a été aménagé à côté de la salle polyvalente, en plus d'une petite aire de jeux pour enfants.

### Enseignement
Deux établissements scolaires existent dans la commune : l'école maternelle Bernard-Blot, et l'école primaire Françoise-Chandernagor, ouverte en 2018, en remplacement de l'ancienne école primaire.

## Économie
- Vers les années 2005, une petite bibliothèque municipale a ouvert ses portes proposant livres, DVD et CD dans les locaux de l'ancienne école primaire.
- Une supérette a ouvert en 2009.
- Dans le bourg du village, on trouve un bureau de poste au sein de la mairie ainsi qu'une salle polyvalente.
- Un coiffeur a ouvert en 2010 à l'entrée de la ville puis un salon de manucure en 2015.
- On y trouve également une pharmacie ainsi qu'un cabinet médical.
- Un local commercial, en construction en 2024 à l'entrée du bourg, devrait ouvrir prochainement et contenir une boulangerie.

## Culture locale et patrimoine

### Lieux et monuments
- L'église Saint-Sulpice, reconstruite au XVIIe siècle, est inscrite partiellement au titre des  monuments historiques pour son portail conservé du XIIe siècle[34]. La toiture et le clocher ont été rénovés en 2005. Elle recèle plusieurs objets protégés au titre des monuments historiques :
  - le bras-reliquaire du XIIIe siècle en cuivre, dit « de saint Sulpice », classé en 2006, a été déposé au musée d'Art et d'Archéologie de Guéret[35],[36],[37].
  - les autres objets ont été inscrits en 1978 :
    - deux gradins d'autel du maître-autel, un tabernacle à ailes, des dais d'exposition et onze statuettes, tous du XVIIe siècle[38] ,[39] ;
    - un antependium en cuir de la fin du XVIIe - début du XVIIIe siècle[40] ;
    - trois statues en bois représentant :
      - la Vierge à l'Enfant du XVIIe siècle[41],
      - saint Jean-Baptiste du XVIIIe siècle[42],
      - un saint évêque du XVIIIe siècle[43] ;

    - un tableau — avec son cadre — datant de 1844 du peintre Jules Guichard, représentant la Vierge et l'Enfant Jésus[44] ; il s'agit d'une copie d'une œuvre du peintre italien Carlo Maratta.
- Le château de La Villatte[45].

#### Associations
Le village possède une association pour le patrimoine : l'APVP (Association de protection et de valorisation du patrimoine) qui fait découvrir, entretient et met en valeur le patrimoine de la commune.

### Personnalités liées à la commune
- Marc Durant (1955-), coureur cycliste des années 1970-1980, né à Saint-Sulpice-le-Guérétois.
- Jean Moreau[47] (1801-1889), médecin, proscrit de 1852 puis député de la Creuse (1876, 1877) a vécu et exercé à Saint-Sulpice où son père Jacques Moreau a été maire de 1807 à 1822 (habitait le château de Saint-Sulpice, à l'emplacement de l'école actuelle).
- Henri Auguste Delannoy (1833-1915), polytechnicien, intendant militaire, mathématicien reconnu[48], a habité Saint-Sulpice où il avait une propriété. Il fut président de la Société des Sciences naturelles et archéologiques de la Creuse. Il a écrit l'histoire de la paroisse de Saint Sulpice sous l'Ancien Régime[49].
- Jean de Monlevade[50] (1791-1872), polytechnicien et ingénieur des mines, pionnier de la sidérurgie brésilienne, est originaire du village de Monlevade. La ville industrielle brésilienne de João Monlevade porte son nom.

### Télévision
- Pierre Desgraupes a tourné en juin 1966 à Saint-Sulpice-le-Guérétois pour l'ORTF un épisode de l'émission Les Cousins[51], réalisant une  interview croisée de l'écrivain Marcel Jouhandeau et de ses cousins creusois, Henri Blanchet et son fils Armand, agriculteurs résidant à Saint-Sulpice-le-Guérétois.

## Galerie de photos

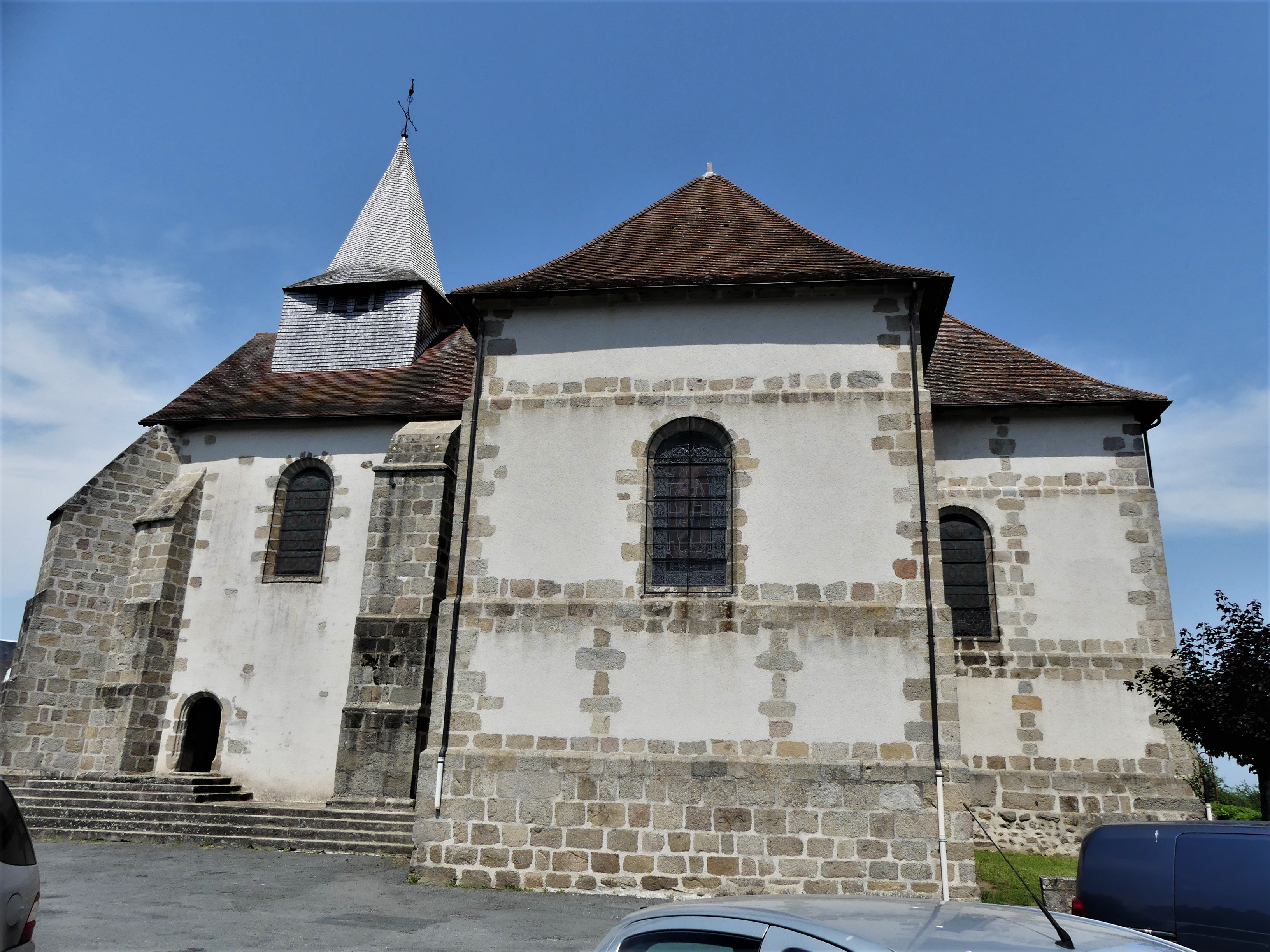
L'église Saint-Sulpice.
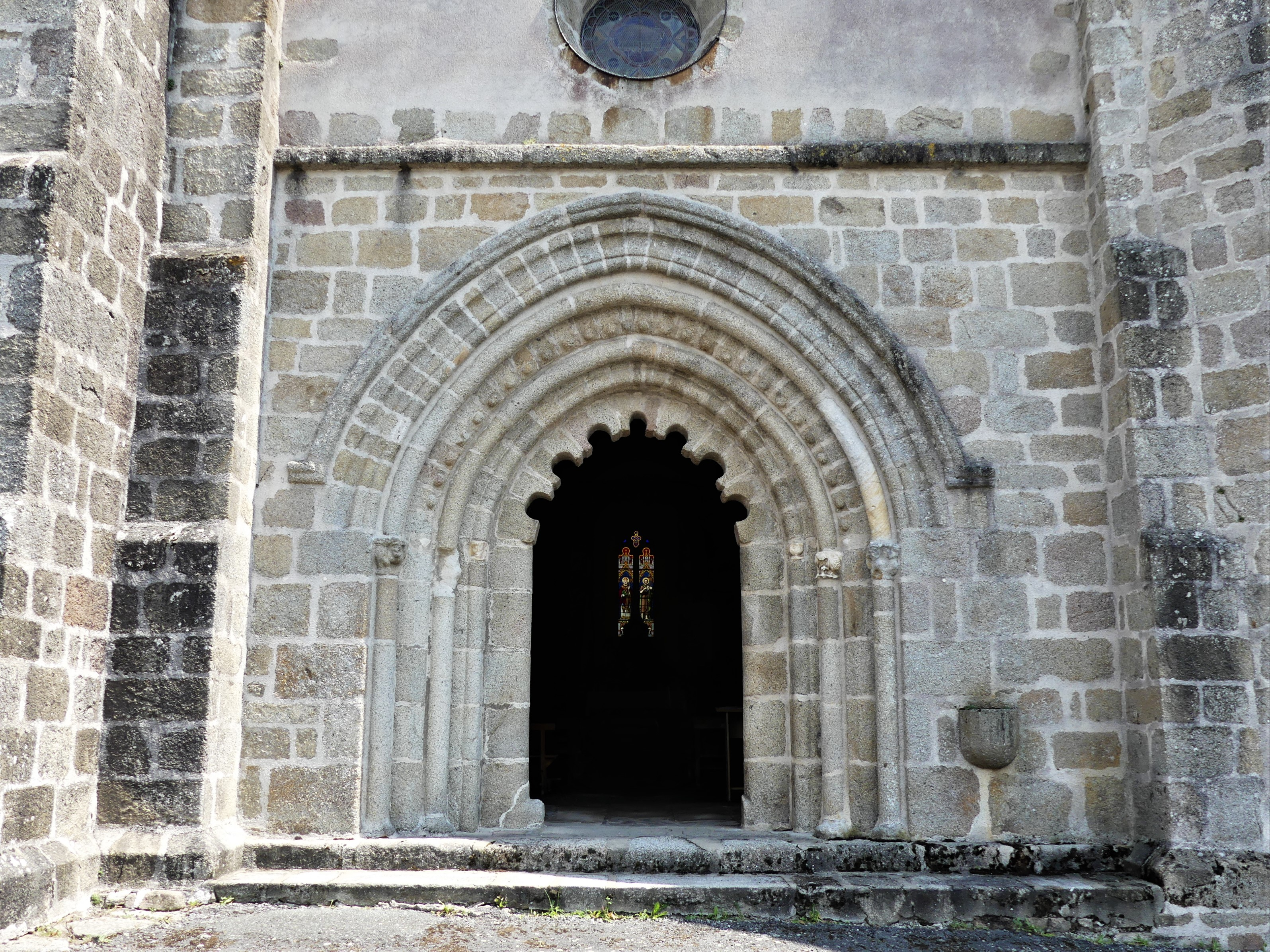
Son portail.
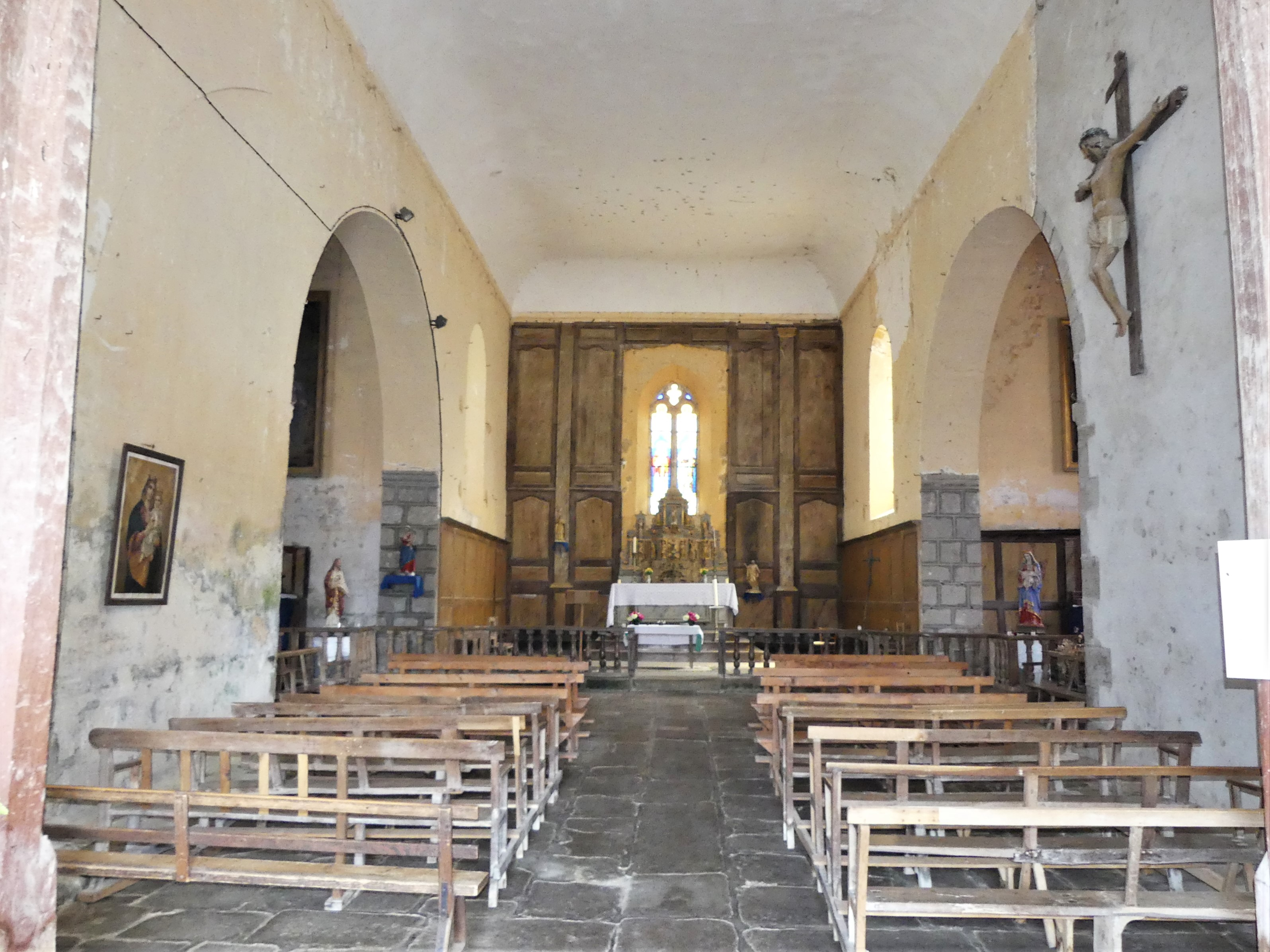
Sa nef.
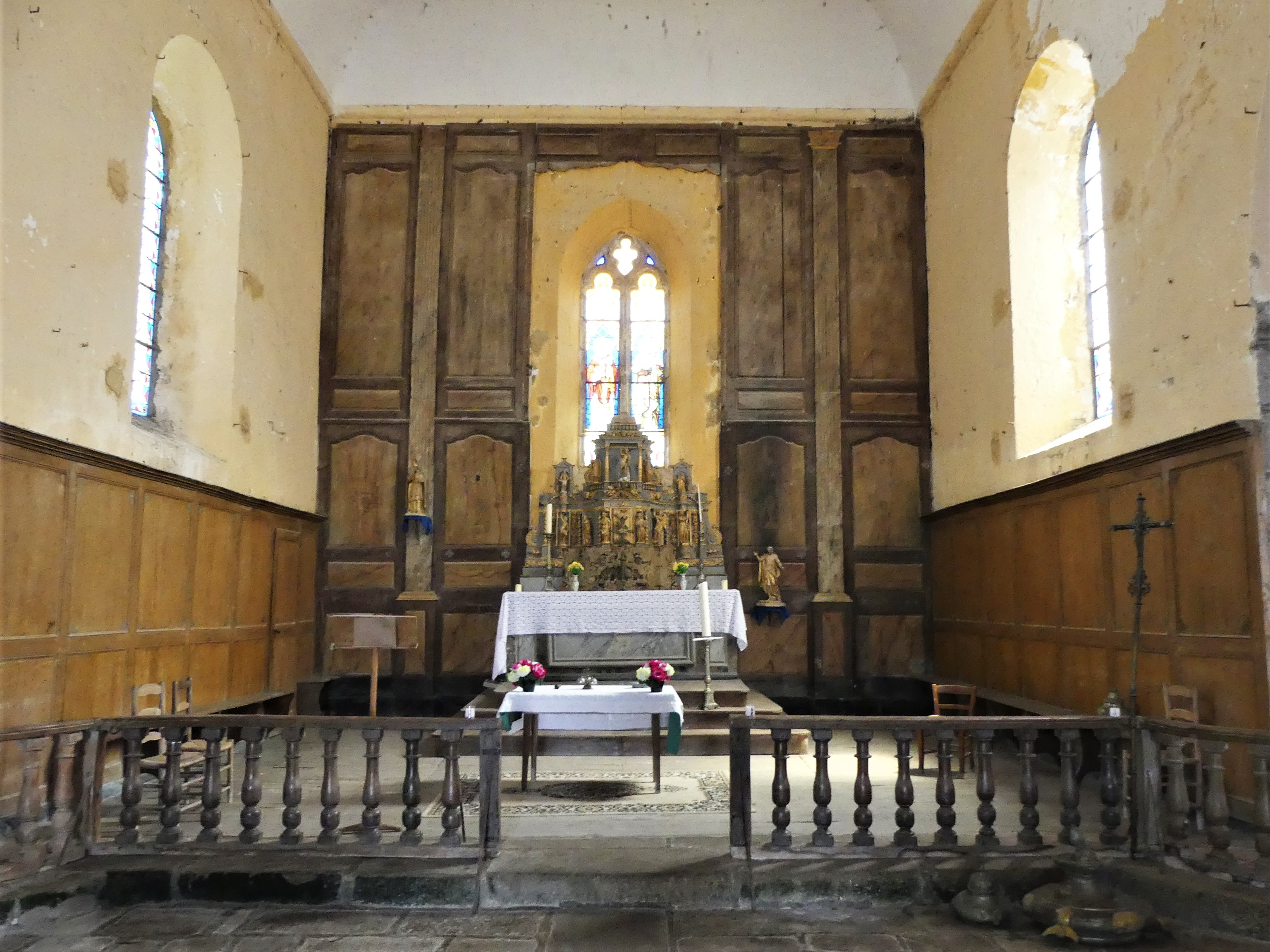
Son chœur.
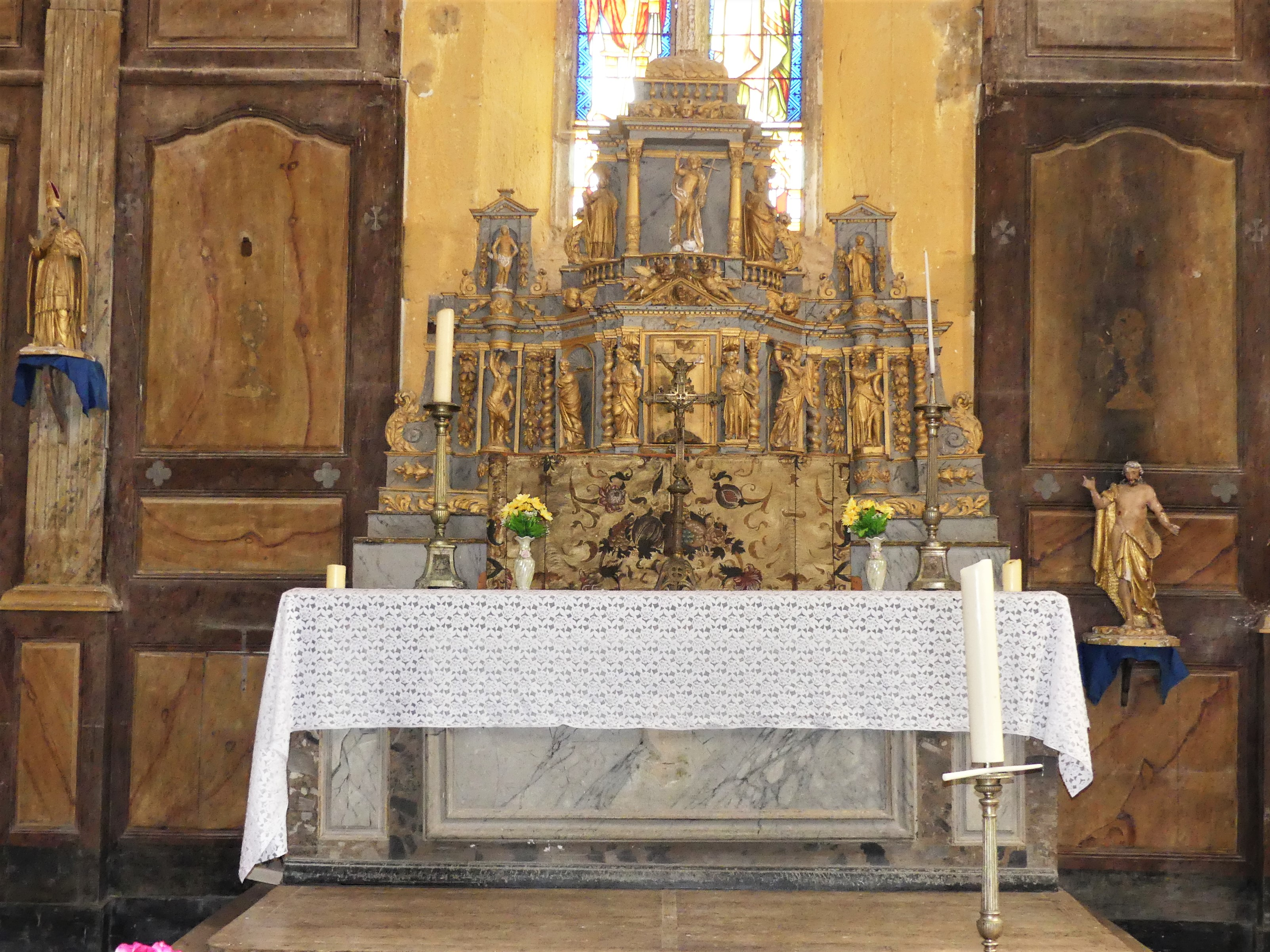
Le maître-autel.
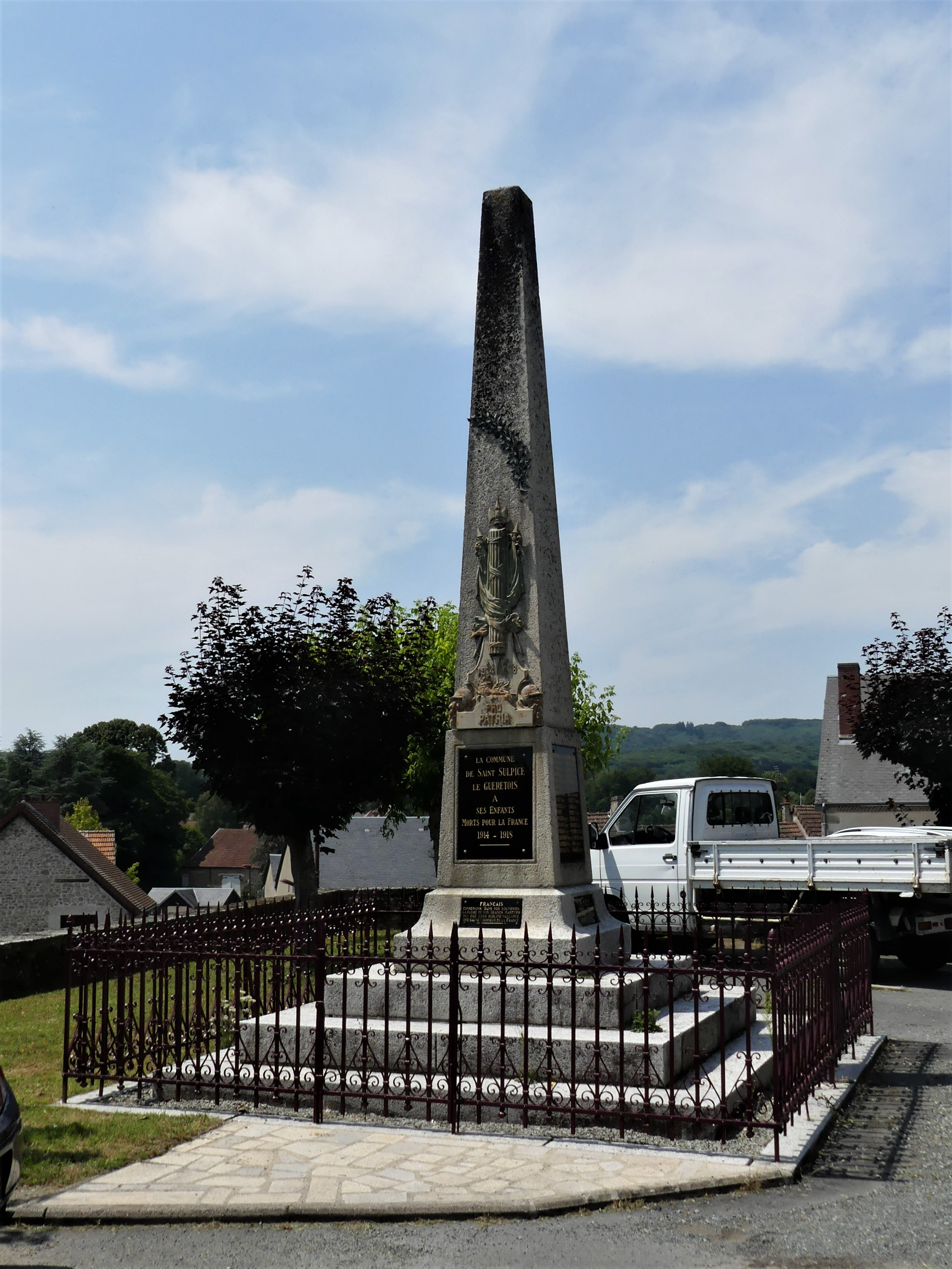
Le monument aux morts.